# Fernando González
Fernando González (n. 29 iulie 1980, Santiago de Chile, Chile) este un jucător profesionist chilian  de tenis, finalist la Australian Open în 2007 . A câștigat titlul olimpic la dublu în 2004 împreună cu Nicolás Massú, cel care a câștigat medalia de aur și în turneul de simplu.